# Хасина Вазед
Шеик Хасина Вазед (бенг. শেখ হাসিনা ওয়াজেদ; Тунгипар, 28. септембар 1947) је бангладешка политичарка која је била 10. премијер Бангладеша од јуна 1996. до јула 2001. и касније од јануара 2009. до 5. августа 2024.
Њен отац је Шеик Муџибур Рахман први председник Бангладеша.

## Оставка
Хасина је освојила свој четврти узастопни мандат када је њена странка, Авами лига, освојила 224 од 300 посланичких места усред слабог одзива бирача на изборима које је бојкотовала главна опозиција.
Начелник Генералштаба јој је 5. августа 2024. године дао ултиматум да поднесе оставку. Касније истог дана дала је оставку и побегла из земље.
Детаљи ултиматума још увек нису објављени у јавности.